# Pulau Raijua
Pulau Raijua är en ö i Indonesien.   Den ligger i provinsen Nusa Tenggara Timur, i den södra delen av landet, 1 700 km öster om huvudstaden Jakarta. Arean är 38 kvadratkilometer.
Terrängen på Pulau Raijua är platt. Öns högsta punkt är 169 meter över havet. Den sträcker sig 5,1 kilometer i nord-sydlig riktning, och 12,8 kilometer i öst-västlig riktning.